# コリン・ポシェ
- コリン・ポシェイ
- コリン・ポーシェ

コリン・マイケル・ポシェ（Colin Michael Poche, 英語発音: /ˈkoʊlɪn poʊˈʃeɪ/; 1994年1月17日 - ）は、アメリカ合衆国テキサス州フラワーマウンド出身のプロ野球選手（投手）。左投左打。MLB・ニューヨーク・メッツ所属。
メディアによっては「ポシェイ」、「ポーシェ」と表記されることもある。

## 経歴

### プロ入り前
2012年のMLBドラフト5巡目（全体162位）でボルチモア・オリオールズから指名されたが、アーカンソー大学へ進学した。
2014年6月にはトミー・ジョン手術を受け、2015年は登板しなかった。その後、ダラス・バプティスト大学へ転校した。

### プロ入りとダイヤモンドバックス傘下時代
2016年のMLBドラフト14巡目（全体419位）でアリゾナ・ダイヤモンドバックスから指名され、プロ入り。契約後、傘下のA-級ヒルズボロ・ホップスでプロデビュー。21試合（先発4試合）に登板して1勝2敗、防御率3.19、36奪三振を記録した。
2017年はA級ケーンカウンティ・クーガーズとA+級バイセイリア・ローハイドでプレーし、2球団合計で31試合に登板して3勝1敗3セーブ、防御率1.25、81奪三振を記録した。オフにはアリゾナ・フォールリーグに参加し、ソルトリバー・ラフターズに所属した。
2018年はAA級ジャクソン・ジェネラルズでプレーした。

### レイズ時代
2018年5月1日、2月20日に行われた三角トレードの後日発表選手としてサム・マクウィリアムズと共にタンパベイ・レイズへ移籍した。移籍後は傘下のAA級モンゴメリー・ビスケッツとAAA級ダーラム・ブルズでプレーし、移籍前を含めた3球団合計で40試合（先発2試合）に登板して6勝0敗2セーブ、防御率0.82、110奪三振を記録した。
2019年は開幕をAAA級ダーラムで迎え、6月8日にメジャー契約を結んでアクティブ・ロースター入りした。同日のボストン・レッドソックス戦でメジャーデビュー。この年メジャーでは51試合に登板して5勝5敗2セーブ、防御率4.70、72奪三振を記録した。
2020年7月、左肘のトミー・ジョン手術を受けることを発表し、シーズン全休が決定的となった。
2021年もシーズンを全休した。
2022年4月22日のレッドソックス戦で3年ぶりとなるメジャー復帰登板を果たした。この年メジャーでは65試合に登板して4勝2敗7セーブ、防御率3.99、64奪三振を記録した。
2023年はこの時点で自己最高となる66試合に登板して12勝3敗1セーブ、防御率2.23、61奪三振を記録した。
2024年は一転して自己最低となる43試合の登板、1勝2敗2セーブ、防御率3.86、33奪三振に留まり、オフの11月22日にノンテンダーFAとなった。

### ナショナルズ時代
2025年2月7日にワシントン・ナショナルズとマイナー契約を結び、同年のスプリングトレーニングには招待選手として参加。3月22日に開幕ロースターに選出された。開幕後は、中継ぎとして13試合に登板するも炎上続きで防御率11.42と結果を残せず、5月1日にアンドリュー・チェイフィンを獲得したことに伴いDFAとなり、3日後にFAとなった。

### メッツ時代
2025年5月7日にニューヨーク・メッツとマイナー契約を結び、AAA級シラキュース・メッツに配属された。6月27日にメジャー契約を結びアクティブ・ロースター入りした。6月28日のピッツバーグ・パイレーツ戦の8回裏1アウトで登板したが2⁄3回を投げ失点・自責点2だった。6月29日にリチャード・ラブレディのメジャー昇格に伴ってDFAとなり、7月1日にFAとなった。7月6日にメッツと再びマイナー契約を結び、AAA級シラキュースに配属された。

## 投球スタイル
フォーシームの平均球速は92.9mph（約149.5km/h）であり、投球の約9割を占めている。

## 詳細情報

### 年度別投手成績
| 年 度    | 球 団    | 登 板 | 先 発 | 完 投 | 完 封 | 無 四 球 | 勝 利 | 敗 戦 | セ 丨 ブ | ホ 丨 ル ド | 勝 率 | 打 者 | 投 球 回 | 被 安 打 | 被 本 塁 打 | 与 四 球 | 敬 遠 | 与 死 球 | 奪 三 振 | 暴 投 | ボ 丨 ク | 失 点 | 自 責 点 | 防 御 率 | W H I P |
| -------- | -------- | ----- | ----- | ----- | ----- | -------- | ----- | ----- | -------- | ----------- | ----- | ----- | -------- | -------- | ----------- | -------- | ----- | -------- | -------- | ----- | -------- | ----- | -------- | -------- | ------- |
| 2019     | TB       | 51    | 0     | 0     | 0     | 0        | 5     | 5     | 2        | 16          | .500  | 207   | 51.2     | 33       | 9           | 19       | 1     | 5        | 72       | 2     | 0        | 27    | 27       | 4.70     | 1.01    |
| 2022     | TB       | 65    | 0     | 0     | 0     | 0        | 4     | 2     | 7        | 23          | .667  | 245   | 58.2     | 46       | 11          | 22       | 0     | 1        | 64       | 4     | 0        | 30    | 26       | 3.99     | 1.16    |
| 2023     | TB       | 66    | 0     | 0     | 0     | 0        | 12    | 3     | 1        | 22          | .800  | 246   | 60.2     | 42       | 4           | 24       | 1     | 1        | 61       | 3     | 0        | 17    | 15       | 2.23     | 1.09    |
| 2024     | TB       | 43    | 0     | 0     | 0     | 0        | 1     | 2     | 2        | 20          | .333  | 153   | 37.1     | 30       | 7           | 13       | 2     | 0        | 33       | 1     | 0        | 16    | 16       | 3.86     | 1.15    |
| 2025     | WSH      | 13    | 0     | 0     | 0     | 0        | 1     | 2     | 0        | 0           | .333  | 46    | 8.2      | 10       | 1           | 12       | 0     | 0        | 10       | 1     | 0        | 12    | 11       | 11.42    | 2.54    |
| 2025     | NYM      | 1     | 0     | 0     | 0     | 0        | 0     | 0     | 0        | 0           | ----  | 6     | 0.2      | 2        | 0           | 2        | 0     | 0        | 1        | 0     | 0        | 2     | 2        | 27.00    | 6.00    |
| MLB：4年 | MLB：4年 | 225   | 0     | 0     | 0     | 0        | 22    | 12    | 12       | 81          | .647  | 851   | 208.1    | 151      | 31          | 78       | 4     | 7        | 230      | 10    | 0        | 90    | 84       | 3.63     | 1.10    |

- 2024年度シーズン終了時

### ポストシーズン投手成績
| 年 度     | 球 団     | シ リ ｜ ズ | 登 板 | 先 発 | 勝 利 | 敗 戦 | セ ｜ ブ | 打 者 | 投 球 回 | 被 安 打 | 被 本 塁 打 | 与 四 球 | 敬 遠 | 与 死 球 | 奪 三 振 | 暴 投 | ボ ｜ ク | 失 点 | 自 責 点 | 防 御 率 |
| --------- | --------- | ----------- | ----- | ----- | ----- | ----- | -------- | ----- | -------- | -------- | ----------- | -------- | ----- | -------- | -------- | ----- | -------- | ----- | -------- | -------- |
| 2019      | TB        | ALDS        | 5     | 0     | 0     | 0     | 0        | 15    | 4.1      | 2        | 1           | 0        | 0     | 0        | 6        | 0     | 0        | 1     | 1        | 2.08     |
| 2023      | TB        | ALWC        | 1     | 0     | 0     | 0     | 0        | 6     | 1.0      | 3        | 0           | 0        | 0     | 0        | 2        | 0     | 0        | 2     | 2        | 18.00    |
| 出場：2回 | 出場：2回 | 出場：2回   | 6     | 0     | 0     | 0     | 0        | 21    | 5.1      | 5        | 1           | 0        | 0     | 0        | 8        | 0     | 0        | 3     | 3        | 5.06     |

- 2024年度シーズン終了時

### 年度別守備成績
| 年 度 | 球 団 | 投手（P） | 投手（P） | 投手（P） | 投手（P） | 投手（P） | 投手（P） |
| 年 度 | 球 団 | 試 合     | 刺 殺     | 補 殺     | 失 策     | 併 殺     | 守 備 率  |
| ----- | ----- | --------- | --------- | --------- | --------- | --------- | --------- |
| 2019  | TB    | 51        | 0         | 1         | 0         | 0         | 1.000     |
| 2022  | TB    | 65        | 0         | 2         | 0         | 0         | 1.000     |
| 2023  | TB    | 66        | 0         | 7         | 0         | 0         | 1.000     |
| 2024  | TB    | 43        | 0         | 1         | 0         | 0         | 1.000     |
| MLB   | MLB   | 225       | 0         | 11        | 0         | 0         | 1.000     |

- 2024年度シーズン終了時

### 背番号
- 38（2019年、2022年 - 2024年）
- 41（2025年開幕 - 同年4月30日）
- 83（2025年6月28日）